# Finals de Conferència de l'NBA
Les Finals de Conferència són la penúltima ronda dels Playoffs de l'NBA. Les disputen quatre equips, dos a cada conferència (Est i Oest) i els guanyadors s'enfronten a les Finals de l'NBA.

## Divisió/Conferència Est

### Finals de Divisió
| Temporada | Campió de l'Est       | Subcampió             | Resultat |
| 1948-49   | Washington Capitols   | Baltimore Bullets     | 2-1      |
| 1949-50   | Syracuse Nationals    | New York Knicks       | 2-0      |
| 1950-51   | Baltimore Bullets     | New York Knicks       | 3-1      |
| 1951-52   | New York Knicks       | Boston Celtics        | 3-2      |
| 1952-53   | New York Knicks       | Boston Celtics        | 3-1      |
| 1953-54   | Syracuse Nationals    | Boston Celtics        | 2-0      |
| 1954-55   | Syracuse Nationals    | Boston Celtics        | 3-1      |
| 1955-56   | Philadelphia Warriors | Syracuse Nationals    | 3-2      |
| 1956-57   | Boston Celtics        | Syracuse Nationals    | 3-0      |
| 1957-58   | Boston Celtics        | Philadelphia Warriors | 4-1      |
| 1958-59   | Boston Celtics        | Syracuse Nationals    | 4-3      |
| 1959-60   | Boston Celtics        | Philadelphia Warriors | 4-2      |
| 1960-61   | Boston Celtics        | Syracuse Nationals    | 4-1      |
| 1961-62   | Boston Celtics        | Philadelphia Warriors | 4-3      |
| 1962-63   | Boston Celtics        | Cincinnati Royals     | 4-3      |
| 1963-64   | Boston Celtics        | Cincinnati Royals     | 4-1      |
| 1964-65   | Boston Celtics        | Philadelphia 76ers    | 4-3      |
| 1965-66   | Boston Celtics        | Philadelphia 76ers    | 4-1      |
| 1966-67   | Philadelphia 76ers    | Boston Celtics        | 4-1      |
| 1967-68   | Boston Celtics        | Philadelphia 76ers    | 4-3      |
| 1968-69   | Boston Celtics        | New York Knicks       | 4-1      |
| 1969-70   | New York Knicks       | Milwaukee Bucks       | 4-1      |
| 1970-71   | Baltimore Bullets     | New York Knicks       | 4-3      |

### Finals de Conferència
| Temporada | Campió de l'Est     | Subcampió           | Resultat |
| 1971-72   | New York Knicks     | Boston Celtics      | 4-1      |
| 1972-73   | New York Knicks     | Boston Celtics      | 4-3      |
| 1973-74   | Boston Celtics      | New York Knicks     | 4-1      |
| 1974-75   | Washington Bullets  | Boston Celtics      | 4-2      |
| 1975-76   | Boston Celtics      | Cleveland Cavaliers | 4-2      |
| 1976-77   | Philadelphia 76ers  | Houston Rockets     | 4-2      |
| 1977-78   | Washington Bullets  | Philadelphia 76ers  | 4-2      |
| 1978-79   | Washington Bullets  | San Antonio Spurs   | 4-3      |
| 1979-80   | Philadelphia 76ers  | Boston Celtics      | 4-1      |
| 1980-81   | Boston Celtics      | Philadelphia 76ers  | 4-3      |
| 1981-82   | Philadelphia 76ers  | Boston Celtics      | 4-3      |
| 1982-83   | Philadelphia 76ers  | Milwaukee Bucks     | 4-1      |
| 1983-84   | Boston Celtics      | Milwaukee Bucks     | 4-1      |
| 1984-85   | Boston Celtics      | Philadelphia 76ers  | 4-1      |
| 1985-86   | Boston Celtics      | Milwaukee Bucks     | 4-0      |
| 1986-87   | Boston Celtics      | Detroit Pistons     | 4-3      |
| 1987-88   | Detroit Pistons     | Boston Celtics      | 4-2      |
| 1988-89   | Cleveland Cavaliers | New York Knicks     | 4-3      |
| 1989-90   | Indiana Pacers      | Boston Celtics      | 4-3      |
| 1990-91   | Miami Heat          | New York Knicks     | 4-0      |
| 1991-92   | Chicago Bulls       | Cleveland Cavaliers | 4-2      |
| 1992-93   | Chicago Bulls       | New York Knicks     | 4-2      |
| 1993-94   | New York Knicks     | Indiana Pacers      | 4-3      |
| 1994-95   | Orlando Magic       | Indiana Pacers      | 4-3      |
| 1995-96   | Chicago Bulls       | Orlando Magic       | 4-0      |
| 1996-97   | Chicago Bulls       | Miami Heat          | 4-1      |
| 1997-98   | Chicago Bulls       | Indiana Pacers      | 4-3      |
| 1998-99   | New York Knicks     | Indiana Pacers      | 4-2      |
| 1999-00   | Indiana Pacers      | New York Knicks     | 4-2      |
| 2000-01   | Philadelphia 76ers  | Milwaukee Bucks     | 4-3      |
| 2001-02   | New Jersey Nets     | Boston Celtics      | 4-2      |
| 2002-03   | New Jersey Nets     | Detroit Pistons     | 4-0      |
| 2003-04   | Cleveland Cavaliers | Washington Wizards  | 4-2      |
| 2004-05   | Cleveland Cavaliers | Washington Wizards  | 4-2      |
| 2005-06   | Washington Wizards  | Boston Celtics      | 4-1      |
| 2006-07   | Washington Wizards  | Charlotte Bobcats   | 4-1      |
| 2007-08   | Boston Celtics      | Detroit Pistons     | 4-2      |
| 2008-09   | Orlando Magic       | Cleveland Cavaliers | 4-2      |
| 2009-10   | Boston Celtics      | Orlando Magic       | 4-2      |
| 2010-11   | Miami Heat          | Chicago Bulls       | 4-1      |
| 2011-12   | Miami Heat          | Boston Celtics      | 4-3      |
| 2012-13   | Miami Heat          | Indiana Pacers      | 4-3      |
| 2013-14   | Miami Heat          | Indiana Pacers      | 4-2      |

## Divisió/Conferència Oest

### Finals de Divisió
| Temporada | Campió de l'Oeste      | Subcampió              | Resultat |
| 1946-47   | Chicago Stags          | Washington Capitols    | 4-2      |
| 1947-48   | Baltimore Bullets      | Chicago Stags          | 4-2      |
| 1948-49   | Minneapolis Lakers     | Rochester Royals       | 2-0      |
| 1949-50   | Anderson Packers       | Indianapolis Jets      | 2-1      |
| 1950-51   | Rochester Royals       | Minneapolis Lakers     | 3-1      |
| 1951-52   | Minneapolis Lakers     | Rochester Royals       | 3-1      |
| 1952-53   | Minneapolis Lakers     | Fort Wayne Pistons     | 3-2      |
| 1953-54   | Minneapolis Lakers     | Rochester Royals       | 2-1      |
| 1954-55   | Fort Wayne Pistons     | Minneapolis Lakers     | 3-1      |
| 1955-56   | Fort Wayne Pistons     | St. Louis Hawks        | 3-2      |
| 1956-57   | St. Louis Hawks        | Minneapolis Lakers     | 3-0      |
| 1957-58   | St. Louis Hawks        | Detroit Pistons        | 4-1      |
| 1958-59   | Minneapolis Lakers     | St. Louis Hawks        | 4-2      |
| 1959-60   | St. Louis Hawks        | Minneapolis Lakers     | 4-3      |
| 1960-61   | St. Louis Hawks        | Los Angeles Lakers     | 4-3      |
| 1961-62   | Los Angeles Lakers     | Detroit Pistons        | 4-2      |
| 1962-63   | Los Angeles Lakers     | St. Louis Hawks        | 4-3      |
| 1963-64   | San Francisco Warriors | St. Louis Hawks        | 4-3      |
| 1964-65   | Los Angeles Lakers     | Baltimore Bullets      | 4-3      |
| 1965-66   | Los Angeles Lakers     | St. Louis Hawks        | 4-3      |
| 1966-67   | San Francisco Warriors | St. Louis Hawks        | 4-2      |
| 1967-68   | Los Angeles Lakers     | San Francisco Warriors | 4-0      |
| 1968-69   | Los Angeles Lakers     | Atlanta Hawks          | 4-1      |
| 1969-70   | Los Angeles Lakers     | Atlanta Hawks          | 4-0      |
| 1970-71   | Milwaukee Bucks        | Los Angeles Lakers     | 4-1      |

### Finals de Conferència
| Temporada | Campió de l'Oest       | Subcampió              | Resultat |
| 1971-72   | Los Angeles Lakers     | Milwaukee Bucks        | 4-2      |
| 1972-73   | Los Angeles Lakers     | Golden State Warriors  | 4-1      |
| 1973-74   | Milwaukee Bucks        | Chicago Bulls          | 4-0      |
| 1974-75   | Golden State Warriors  | Chicago Bulls          | 4-3      |
| 1975-76   | Phoenix Suns           | Golden State Warriors  | 4-3      |
| 1976-77   | Portland Trail Blazers | Los Angeles Lakers     | 4-0      |
| 1977-78   | Seattle SuperSonics    | Denver Nuggets         | 4-2      |
| 1978-79   | Seattle SuperSonics    | Phoenix Suns           | 4-3      |
| 1979-80   | Los Angeles Lakers     | Seattle SuperSonics    | 4-1      |
| 1980-81   | Houston Rockets        | Kansas City Kings      | 4-1      |
| 1981-82   | Los Angeles Lakers     | San Antonio Spurs      | 4-0      |
| 1982-83   | Los Angeles Lakers     | San Antonio Spurs      | 4-2      |
| 1983-84   | Los Angeles Lakers     | Phoenix Suns           | 4-2      |
| 1984-85   | Los Angeles Lakers     | Denver Nuggets         | 4-1      |
| 1985-86   | Houston Rockets        | Los Angeles Lakers     | 4-1      |
| 1986-87   | Los Angeles Lakers     | Seattle SuperSonics    | 4-0      |
| 1987-88   | Los Angeles Lakers     | Dallas Mavericks       | 4-3      |
| 1988-89   | Seattle SuperSonics    | Los Angeles Lakers     | 4-1      |
| 1989-90   | Los Angeles Lakers     | Utah Jazz              | 4-2      |
| 1990-91   | Seattle SuperSonics    | Dallas Mavericks       | 4-2      |
| 1991-92   | Portland Trail Blazers | Utah Jazz              | 4-2      |
| 1992-93   | Phoenix Suns           | Seattle SuperSonics    | 4-3      |
| 1993-94   | Houston Rockets        | Utah Jazz              | 4-1      |
| 1994-95   | Houston Rockets        | San Antonio Spurs      | 4-2      |
| 1995-96   | Seattle SuperSonics    | Utah Jazz              | 4-3      |
| 1996-97   | Utah Jazz              | Houston Rockets        | 4-2      |
| 1997-98   | Utah Jazz              | Los Angeles Lakers     | 4-0      |
| 1998-99   | San Antonio Spurs      | Portland Trail Blazers | 4-0      |
| 1999-00   | Los Angeles Lakers     | Portland Trail Blazers | 4-3      |
| 2000-01   | Los Angeles Lakers     | San Antonio Spurs      | 4-0      |
| 2001-02   | Los Angeles Lakers     | Sacramento Kings       | 4-3      |
| 2002-03   | San Antonio Spurs      | Dallas Mavericks       | 4-2      |
| 2003-04   | Los Angeles Lakers     | Minnesota Timberwolves | 4-2      |
| 2004-05   | San Antonio Spurs      | Phoenix Suns           | 4-1      |
| 2005-06   | Dallas Mavericks       | Phoenix Suns           | 4-2      |
| 2006-07   | San Antonio Spurs      | Utah Jazz              | 4-1      |
| 2007-08   | Los Angeles Lakers     | San Antonio Spurs      | 4-1      |
| 2008-09   | Los Angeles Lakers     | Denver Nuggets         | 4-1      |
| 2009-10   | Los Angeles Lakers     | Phoenix Suns           | 4-2      |
| 2010-11   | Dallas Mavericks       | Oklahoma City Thunder  | 4-1      |
| 2011-12   | Oklahoma City Thunder  | San Antonio Spurs      | 4-2      |
| 2012-13   | San Antonio Spurs      | Memphis Grizzlies      | 4-0      |
| 2013-14   | San Antonio Spurs      | Oklahoma City Thunder  | 4-2      |

## Divisió Central

### Finals de Divisió
| Temporada | Campió del Este    | Subcampio          | Resultat |
| 1949-50   | Minneapolis Lakers | Fort Wayne Pistons | 2-0      |